# 江苏理工学院
江苏理工学院，是一所以工科为主、多学科协调发展的具有职业教育特色的省属本科院校。江苏理工学院的前身是常州职业师范学院，建于1984年8月。1987年12月经原国家教育委员会批准更名为常州技术师范学院。1988年9月开始招收本科生。2002年8月，经教育部批准更名为江苏技术师范学院。2012年9月开始招收硕士专业学位研究生。2012年11月，经教育部批准更名为江苏理工学院。

## 专业设置
- 机械工程学院
- 电气信息工程学院
- 计算机工程学院
- 艺术设计学院
- 商学院
- 外国语学院
- 化学与环境工程学院
- 教育学院
- 人文社科学院
- 汽车与交通工程学院
- 数理学院
- 材料工程学院
- 东方学院（公有民办二级学院）
- 继续教育学院、职教师资培训重点建设基地办公室（合署）
- 体育部
- 中德诺浩汽车服务培训中心